# Bīmorgh
Bīmorgh (persiska: بيمرغ, Bīmūrq, Bīmurgh, Bī Mūrch, Bīmūraq) är en ort i Iran.   Den ligger i provinsen Khorasan, i den östra delen av landet, 700 km öster om huvudstaden Teheran. Bīmorgh ligger 914 meter över havet och antalet invånare är 973.
Terrängen runt Bīmorgh är huvudsakligen platt, men söderut är den kuperad. Runt Bīmorgh är det glesbefolkat, med 14 invånare per kvadratkilometer. Det finns inga andra samhällen i närheten. Trakten runt Bīmorgh är ofruktbar med lite eller ingen växtlighet.